# Zaballa-Zentroa (Barakaldo)
Zaballa-Zentroa est le 1er district de la ville de Barakaldo, dans la Communauté autonome du Pays Basque en Espagne. Il se divise en deux quartiers: Zaballa et Zentroa.